# NGC 7655
NGC 7655 (другие обозначения — PGC 71452, ESO 77-18, AM 2325-680) — линзообразная галактика (S0) в созвездии Индеец.
Этот объект входит в число перечисленных в оригинальной редакции «Нового общего каталога».